# De vilda helgonen
De vilda helgonen var SR:s julkalender 2010. Den är skriven av Ulf Stark och tillkännagavs 18 maj 2010. De vilda helgonen sändes i Sveriges Radio P4 med start den 1 december och produceras av produktionsbolaget Svenska barnprogram.

## Handling
En vardaglig historia om tre tioåringar som ska göra goda gärningar fram till julafton.

## Medverkande
- Spartacus Börjesson Ruhne - Simon
- Paloma Pencheff - Maria
- Richard Wahlström - Nelson
- August Lidfeldt - Oskar
- Sissela Kyle - Farmor och Astrid
- Claes Månsson - Farfar och Papegojan
- Jonas Karlsson - Simons pappa och Rollén
- Lia Boysen - Stella
- Peter Dalle - Arga gubben
- Rodrigo Pencheff - Marias pappa
- Melinda Wejdenmark - Fröken
- Linus Torell - Oscars pappa
- Tobias Fröberg - Djuraffärsägaren

## Papperskalender
Årets papperskalender ritades av Maria Sandberg och föreställer ett inrett vindsförråd med de tre huvudkaraktärerna i. På baksidan finns brädspelet De vilda helgonens spel.

### Fotnoter
1. ↑  ”Svensk mediedatabas”. http://smdb.kb.se/catalog/search?q=%22De+vilda+helgonen%22+typ%3Aradio&sort=OLDEST. Läst 5 april 2011.